# 1065
| 1065               |
| ------------------ |
| Dødsfald - Fødsler |
|                    |

| Gregoriansk kalender | 1065 MLXV               |
| Ab urbe condita      | 1818                    |
| Armensk kalender     | 514 ԹՎ ՇԺԴ              |
| Kinesiske kalender   | 3761 – 3762 甲辰 – 乙巳 |
| Etiopisk kalender    | 1057 – 1058             |
| Jødisk kalender      | 4825 – 4826             |
| Hindukalendere       |                         |
| - Vikram Samvat      | 1120 – 1121             |
| - Shaka Samvat       | 987 – 988               |
| - Kali Yuga          | 4166 – 4167             |
| Iransk kalender      | 443 – 444               |
| Islamisk kalender    | 457 – 458               |

Konge i Danmark: Svend 2. Estridsen 1047-1074
Se også 1065 (tal)

## Begivenheder
- 28. december - Westminster Abbey i London indvies af Edvard Bekenderen